# Langere en Zwaardere Vrachtautocombinatie

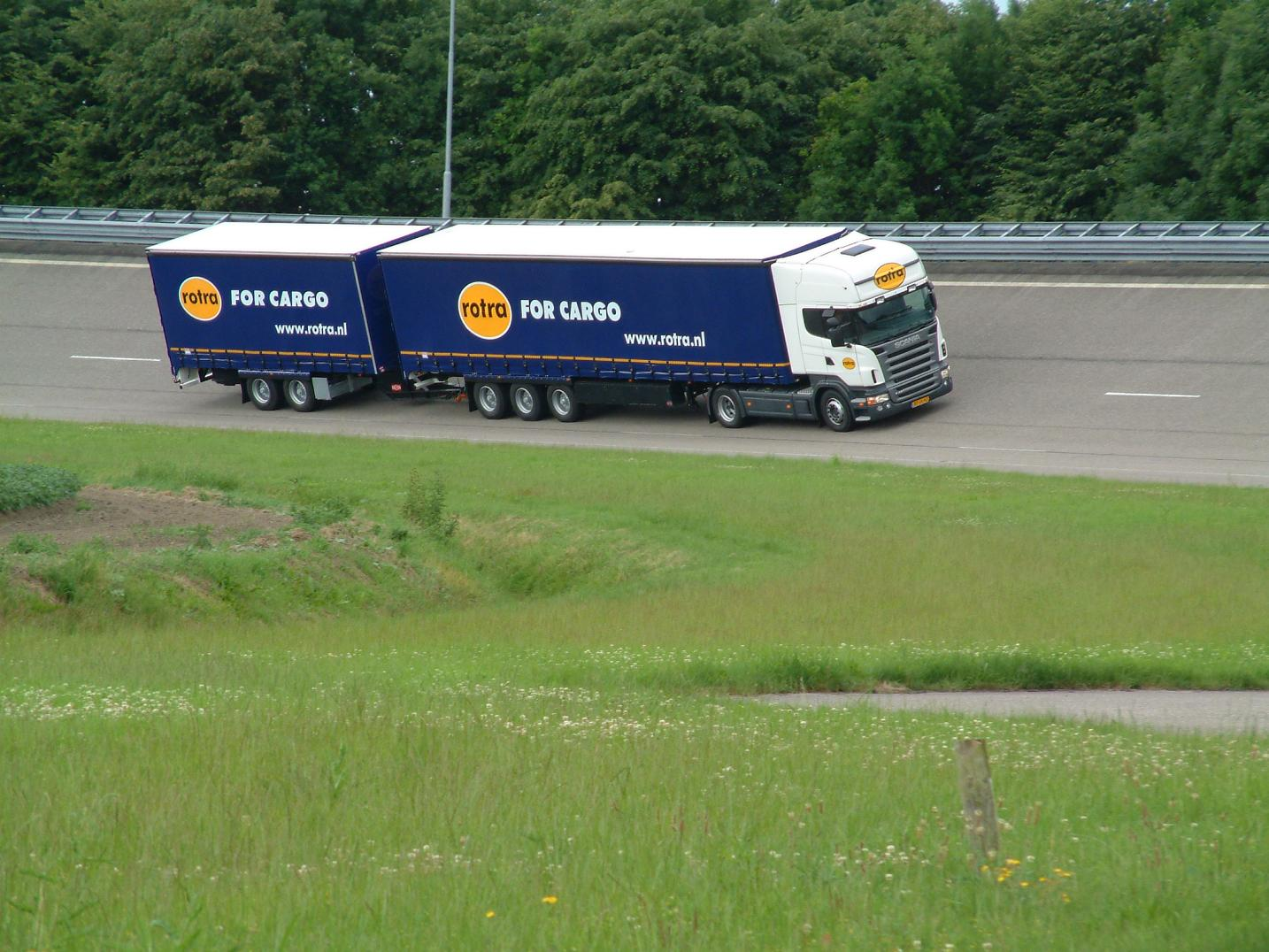
Atypische ecocombi in 2004

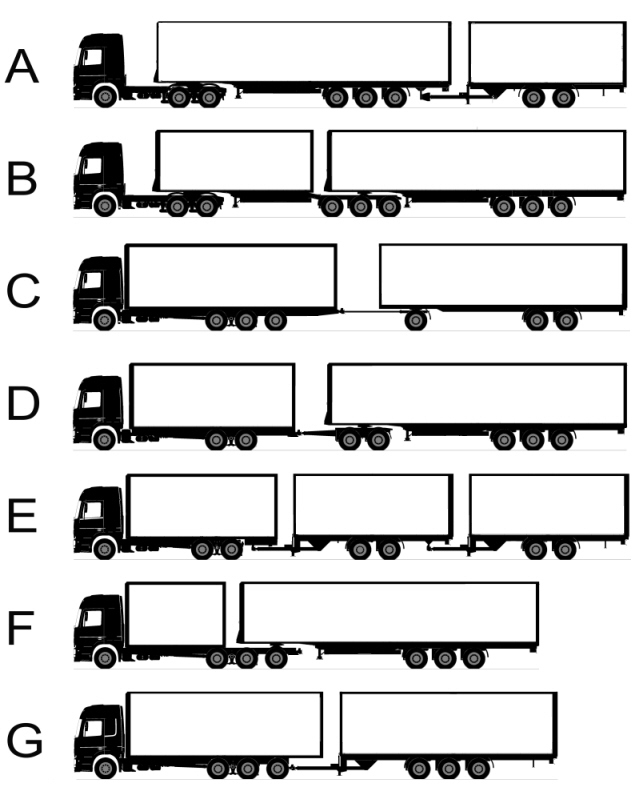
LZV-varianten

Een Langere en Zwaardere Vrachtautocombinatie (LZV), ook wel Ecocombi, is een vrachtwagen die meer vracht kan en mag vervoeren dan een gewone vrachtautocombinatie. Een LZV is maximaal 25,25 meter lang en 60 ton zwaar, terwijl een gewone vrachtwagen maximaal 18,75 lang is en (in Nederland) maximaal 50 ton zwaar mag zijn. Omdat het brandstofverbruik nauwelijks stijgt, wordt bij het transporteren van goederen per LZV 4 tot 30% brandstof bespaard. Er bestaan zeven mogelijke LZV-varianten (zie afbeelding). De varianten F en G komen nauwelijks voor.

## Beperkingen
Aan het gebruik van een LZV zijn veel beperkingen opgelegd. Zo mag een LZV, buiten de autosnelweg, alleen op een vooraf vastgestelde route rijden en mag er niet gereden worden bij mist en extreme weersomstandigheden. LZV's mogen ook geen overwegen kruisen waarover treinen sneller dan 40 km/h rijden en woonerven en 'zone 30'-gebieden zijn ook taboe. De LZV is vooral bedoeld om van en naar industriegebieden te rijden. Voor LZV's geldt een algeheel inhaalverbod en de chauffeur heeft een extra rijopleiding nodig. Bovendien is de deelnemer verplicht ongevallen, overtredingen of misdrijven, waarbij de LZV is betrokken en eventueel opgemaakte processen-verbaal te melden.
De vrachtwagencombinaties moeten onder meer:
- voorzien zijn van een spiegeluitrusting conform de nieuwste Europese bepalingen;
- beschikken over geavanceerde remsystemen: ABS en EBS
- beschikken over een aslastmeetsysteem;
- voorzien zijn van een bord op de achterzijde met daarop een contour van de combinatie en een vermelding van de lengte in meters of de aanduiding "Pas op extra lang voertuig".

## Super EcoCombi
Sinds 2017 wordt er gepleit voor een extra lange variant van de LZV, de 32 meter lange Duo trailer of SEC (Super EcoCombi, formele naam van Duo trailer). De SEC Community is een werkgroep die ijvert voor de legalisering van deze combinatie met twee volledige opleggers, gekoppeld via een "dolly".

## Nederland

### Proef
Tussen december 2000 en juni 2003 hield het Ministerie van Verkeer en Waterstaat een kleinschalige proef met vier vrachtwagens. Van 24 augustus 2004 tot 1 november 2006 hield het ministerie een grootschalige proef. Hieraan mochten maximaal 100 transportbedrijven en 300 voertuigen meedoen. Wegbeheerders zijn door het Ministerie gevraagd de nodige ontheffingen op de huidige trajecten vooralsnog tot 31 oktober 2007 te verlengen. Toen eind 2006 de proeven werden beëindigd reden 162 combinaties van 76 bedrijven met ontheffing.
Per 1 november 2007 volgde de ervaringsfase die bedoeld was om op grote schaal ervaring op te doen en duurde tot 31 december 2012. In tegenstelling tot de eerdere proeven werd het maximale gewicht beperkt tot 50 ton en gold er een maximale laadlengte. Het aantal voertuigcombinaties dat ondernemers mochten inzetten was tijdens de ervaringsfase niet langer beperkt. Het maximale treingewicht werd later weer verhoogd tot 60 ton. Met een LZV mocht uitsluitend worden gereden als er een ontheffing was verkregen en voldaan aan diverse eisen gesteld aan het voertuig, de chauffeur, het gebruik de voertuigen en de wegen.

### Wettelijke status
Sinds 1 januari 2013 is de wettelijke status van kracht. Dit betekent dat elke transportondernemer met een LZV over de vrijgegeven routes mag rijden en het aantal LZV's niet meer beperkt is. De LZV mag alleen op wegen rijden die zijn vrijgegeven door de Rijksdienst voor het Wegverkeer; dit zijn in ieder geval alle auto(snel)wegen en belangrijke doorgaande routes. Verder zijn veel bedrijventerreinen en industriegebieden vrijgegeven. CROW heeft in 2012 de richtlijn uit 2009 aangepast waarmee wegbeheerders worden geholpen een afweging te maken of een aanvraag voor een LZV-route kan worden gehonoreerd.
In 2015 ondertekende men in Benelux-verband een akkoord over de mogelijkheid dat langere en zwaardere voertuigen (LZV’s) de grens kunnen oversteken, rekening houdend met het feit dat Luxemburg deze mogelijkheid nog niet toelaat op zijn grondgebied. Zo hoeven minder vrachtwagens de weg op om dezelfde hoeveelheid goederen te vervoeren.

## België
Sedert de staatshervorming van 2011 (Vlinderakkoord) is ook de verkeersreglementering grotendeels een bevoegdheid van de gewesten. De regeling rond LZV’s verschilt dan ook naargelang het betrokken gewest:
- in Vlaanderen werd in 2015 een proefproject opgestart om onder bepaalde voorwaarden Langere en Zwaardere Vrachtwagens toe te laten op het wegennet,[4] Het project loopt af op 30 juni 2026. De overheid wil tegen dan de trucks permanent toelaten.[5]
- in Wallonië startte de Service public de Wallonie (SPW) in 2017 (en tot uiterlijk 30 september 2025) een project om langere en zwaardere voertuigen (Frans “véhicules plus longs et plus lourds, VLL)” toe te laten op het wegennet.[6]
- in Brussel waren langere en zwaardere voertuigen begin 2025 nog niet toegelaten. Deze vrachtwagens kunnen dus in de praktijk nog geen gebruik maken van de Brusselse Ring, die gedeeltelijk over het grondgebied van het Brussels Gewest loopt.